# Барилари, Рино
Рино Барилари (Бариллари) (итал. Rino Barillari; 8 февраля 1945 года, Италия) — итальянский фотограф. Известен под прозвищем «Король» («Er King»). Карьеру начал в 1959 году, фотографируя фотоаппаратом «Киев». По одной из версий стал прообразом героя Папараццо в фильме La Dolce Vita. По словам самого Барилари, он разбил 76 камер, у него 11 сломанных ребер, после съёмок ему приходилось обращаться за медицинской помощью 171 раз. Рино Барилари был упомянут в книге рекордов Гиннесса. Снялся в фильмах Нери Паренти «Папарацци» (1998) и в фильме Витторио Де Сика «Вчера, сегодня, завтра» (1963). Награждён орденом «За заслуги перед Итальянской Республикой» (1998) и орденом офицера «За заслуги перед Итальянской Республикой» (1992).

## Выставки
- Рим, Via Veneto 150, Harry’s Bar — «Dolce Vita Gallery» — Mostra permanente
- Москва — «La mia dolce Vita» (недоступная ссылка)
- Санкт-Петербург — «L’Italia viene a voi»
- Сиань — «Università di Xi’an e International Folk Video Festival» (недоступная ссылка)
- Москва, Парк Сокольники — «Dolce Vita»
- Иерусалим — Jerusalm Film Festival
- Лос-Анджелес — «50s and La Dolce Vita Style»
- Штутгарт — «The decades of the jet set»
- Рим — «1960. Il mondo ai tempi de 'La dolce vita'. Immagini e storie dalle collezioni dell’Emeroteca» (недоступная ссылка)
- Лукка (Италия), Палаццо Гуиниджи (ит.) — «Divas, dalla dolce vita agli ultimi scoop»
- Рим, Via Condotti — «Al centro con arte cinema e moda»
- Рим, Museo di Roma in Trastevere Piazza Sant’Egidio — «Un secolo di clic in cronaca di Roma»